# Lindenhardter Forst-Südost
Lindenhardter Forst-Südost – dawny obszar wolny administracyjnie (gemeindefreies Gebiet) w Niemczech w kraju związkowym Bawaria, w rejencji Górna Frankonia, w regionie Oberfranken-Ost, w powiecie Bayreuth. Obszar był niezamieszkany. 1 stycznia 2020 teren obszaru wcielono do miasta Creußen.